# École supérieure art et design de Saint-Étienne
De École supérieure art et design de Saint-Étienne is een school in de Franse stad Saint-Étienne, die gericht is op kunststromingen en vormgeving. De school werd gebouwd in 1857 onder gemeentelijk toezicht. In september 2009 onderging de school uiterlijke renovaties.

## Afstudeertraject
Om af te studeren, dienen studenten drie diploma's te behalen.
- De DNAP (Diplôme national d'arts plastiques), de nationale diploma van de beeldende kunst, behaald aan het einde van het derde jaar;
- De DNSEP (Diplôme national supérieur d'expression plastique), Hogere nationale diploma van beeldende uitdrukking, aan het einde van het vijfde jaar;
- Een onderzoek naar een uniek ontwerp in Frankrijk (in de vorm van een scriptie).